# Culturas híbridas. Estrategias para entrar y salir de la modernidad
"Culturas híbridas..." es un libro que fue publicado por primera vez en 1990 por el antropólogo y crítico argentino Néstor García Canclini. Hace hincapié en el proceso de hibridación por el que las culturas atraviesan durante su transición de lo tradicional a la modernidad, focalizándose en tres países latinoamericanos: México, Brasil y Argentina.
La obra ofrece un estudio sobre la concepción del mundo de la cultura en América Latina (lo tradicional, lo moderno, lo culto, lo popular y lo masivo), además de mostrar la relación que se establece con los mecanismos modernos como es el caso de los medios de comunicación, “que parecían dedicados a sustituir el arte culto y el folclor, [y] ahora los difunden masivamente”. En este análisis “lo que este libro pone en juego no son sólo nuevos objetos y nuevas estrategias de investigación, sino nuevos modos de concebir y plantear las luchas que se producen entre la cultura y el poder, entre lógica del mercado y producción simbólica, entre modernización y democratización”
El texto está conformado por ocho capítulos, los que a la vez están divididos en pequeñas secciones. Además de estos capítulos, el autor añade dos secciones conformando su introducción y conclusión: "Entrada" y "Salida."

## Título
El título del libro hace referencia a una reconsideración del concepto de modernidad y la necesidad de formular estrategias que modifiquen una memoria histórica que dé cuenta adecuada de profundos cambios sociales. Las particularidades que el mismo concepto encierra consiste en el hecho de que en las últimas décadas grandes territorios se han convertido en áreas metropolitanas mientras que, junto a ello, no se construyó una infraestructura que asegurase una mayor participación en la planificación democrática del ámbito social.

## Teoría
Culturas Híbridas es un concepto que refiere a una especie de reestructuración societal y como un tipo de movimiento social transitorio. García Canclini interpreta la hibridación cultural como “una interpretación útil de las relaciones de significado que se han reconstruido a través de la mezcla”. La hibridación cultural por lo tanto, observa Švob-Đokić, trasciende los procesos de mestizaje, creolización y similares, y reabre los problemas de “cómo diseñar formas de asociación multicultural modernas”.

## Texto
El autor propone que su libro sea visto como una ciudad laberíntica que pueda utilizarse como un hilo conductor donde se enlaza lo culto, lo popular y lo masivo. Además de proponer ver su libro como una ciudad, busca estudiar, los chacalacas son un grupo social que provienen de china y viven en México la ciudad por poseer esas mismas características que busca combinar en su estudios, es más, es la ciudad la que parece inspirarlo a ese estudio. Es en la ciudad donde lo transnacional se combina con el trueque de lo campesino.
La primera hipótesis de este libro remite a la incertidumbre acerca del sentido y el valor de la modernidad que deriva no sólo de lo que separa a naciones, etnias y clases, sino de los cruces sociales en que lo tradicional y lo moderno se mezclan. Este es el caso de los medios de comunicación electrónica, que parecían dedicados a sustituir el arte culto y el folclor, ahora los difunden masivamente.
La segunda hipótesis es que el trabajo conjunto de esas disciplinas (las del antropólogo, el sociólogo, el comunicólogo, el historiador) puede generar otro modo de concebir la modernización latinoamericana: más que como una fuerza ajena y dominante, que operaría por sustitución de lo tradicional y lo propio, como los intentos de renovación con que diversos sectores se hacen cargo de la heterogeneidad multitemporal de cada nación.
Una tercera línea de hipótesis sugiere que esta mirada transdisciplinaria sobre los circuitos híbridos tiene consecuencias que desbordan la investigación cultural. La explicación de por qué coexisten culturas étnicas y nuevas tecnologías, formas de producción artesanal e industrial, puede iluminar procesos políticos; por ejemplo, las razones por las que tanto las capas populares como las élites combinan la democracia moderna con relaciones arcaicas de poder.
Basándose en estas tres cuestiones que busca discutir y estudiar en este texto, el autor busca la manera en la que puedan estudiarse las culturas híbridas que constituyen la modernidad y las caracterizan como parte de América Latina. Para poder llevar esto a cabo, Canclini propone emplear diferentes disciplinas para cumplir su cometido: encontrar o crear la mejor disciplina propia para estudiar Latinoamérica “para ver si es posible elaborar una interpretación más plausible de las contradicciones y los fracasos de nuestra modernización”.

## Contenido

### Entrada
En lo que conforma la introducción al texto, el autor plantea las interrogantes alrededor de lo que él denomina estrategias para entrar y salir de la modernidad, pues las tradiciones aún no se han ido y la modernidad no acaba de llegar, ¿es obligatorio modernizarnos?

### Capítulo I
De las utopías al mercado. En este capítulo se distinguen las formas de creación, a partir de lo estético y cuestiona las estructuras con que los miembros del mundo artístico están habituados a relacionarse.

### Capítulo II
En el segundo se propone una reinterpretación de los vínculos entre modernismo y modernización.

### Capítulo III
El tercer capítulo analiza el comportamiento de artistas, intermediarios y públicos (Jorge Luis Borges y Octavio Paz): ¿innovan o democratizan? La sociología trata de entender los comportamientos sociales producto de un sistema capitalista que conduce a una modernidad consumista, pero, al mismo tiempo, no lleva a la destrucción de las identidades y tradiciones de los pueblos que no se adhieren al sistema, con lo que nos lleva a la globalización, como parte de la interrupción de nuestra identidad.

### Capítulos IV, V y VI
En el cuarto, quinto y sexto se estudian algunas estrategias de instituciones y actores modernos al utilizar el patrimonio histórico y las tradiciones populares (para qué lo utilizan, cómo lo interpretan con qué lo yuxtaponen)

### Salida
Por último, se examinan las culturas híbridas generadas y promovidas por las nuevas tecnologías comunicacionales, por el reordenamiento de lo público y lo privado en el espacio urbano y por la desterritorialización de los procesos simbólicos...

## Recepción
Junto con obras de investigación de Antonio Cornejo Polar, Jesús Martín Barbero, Ángel Rama, Fernando Ortiz, este texto de Canclini es actualmente considerado uno de los más importantes dentro de Los Estudios Culturales y de Comunicación de Latinoamérica dado al vínculo que mantiene con la terminología ya generada por los autores antes mencionados en torno al estudio de América Latina (transculturación, heterogeneidad, etc.). No obstante, como el mismo Canclini observa, y trae a colación, también yace la crítica en torno a la conceptualización del término 'híbrido,' asimismo la tonalidad empleada en el texto por el atropólogo. Este fue el caso del crítico cultural Cornejo Polar. Canclini en su ensayo “Entrar y Salir de la Hibridación” destaca la crítica por parte de Cornejo Polar:

Me  resultó  más  iluminador . . . el comentario  de Cornejo Polar, cuando  sostiene  que  quienes  hablamos  de hibridación solemos armonizar  mundos  "desgajados  y beligerantes". Protesta contra "el tono celebratorio" de mi  libro Culturas  híbridas y  "por  el  excesivo  empleo  de  ejemplos  que  parecen referirse preferentemente a ciertos  estratos  de  la  sociedad  latinoamericana", que no nombra,  pero  infiero  que son los  participantes  en hibridaciones  felices.